# Prises de préparation
 (septembre 2008).
Si vous disposez d'ouvrages ou d'articles de référence ou si vous connaissez des sites web de qualité traitant du thème abordé ici, merci de compléter l'article en donnant les références utiles à sa vérifiabilité et en les liant à la section « Notes et références ».
Une prise de préparation sert à préparer une prise attaquante.
Les prises de préparation ne sont pas censées finir par un décompte de 3 ou un abandon.

## Différentes prises
Argentine

### Arm trap
Un attaquant tient les deux bras de l'adversaire avec ses propres mains, l'adversaire est alors incapable de parer ou d'éloigner l'attaquant.

### Double underhook
Appelée aussi Butterfly ou reverse full nelson l'attaquant se tient devant son adversaire, il le fait pencher en avant et il passe chacun de ses bras sous les bras de son adversaire, il joint ses mains au milieu du dos en fermant les mains.

### Electric chair
L'attaquant se tient derrière l'adversaire, il se baisse pour mettre sa tête entre les jambes puis le soulève en se levant, l'adversaire s'assoit sur les épaules.

### Facelock
L'attaquant saisit la tête de l'adversaire et la coince sous son bras de sorte que l'adversaire ne puisse plus retirer sa tête.
Une variation existe: le inverted facelock, qui consiste simplement à coincer la tête de l'adversaire à l'envers, c'est-à-dire que l'adversaire regarde vers le haut.

### Fireman's carry

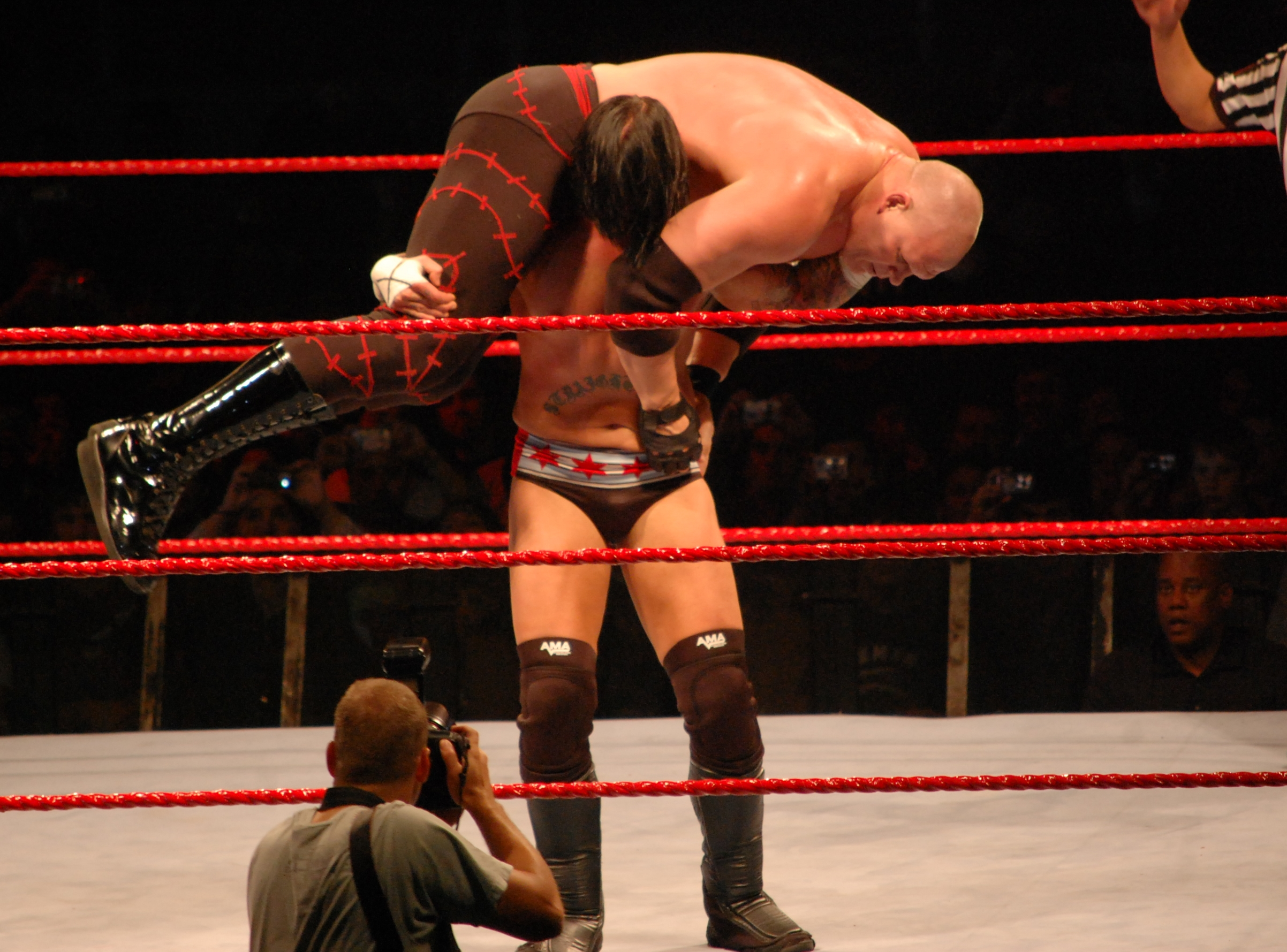
CM Punk portant Kane en Fireman's Carry (Son GTS, Go To Sleep).

Un Fireman's carry consiste pour l'attaquant à se tenir devant l'adversaire, saisir un des bras, passer son autre bras entre les jambes de l'adversaire, et  soulever son adversaire qui se trouve sur ses épaules.

### Gorilla press
Connu aussi sous le nom de military press. Comme dans la force athlétique, l'attaquant soulève son adversaire au-dessus de lui avec les bras. Employé par la plupart des catcheurs de grande taille ou dotés de grande puissance. Popularisé par The ultimate warrior,Mark Henry et The Big Show qui a pour habitude, après, de jeter son adversaire par-dessus la troisième corde.

### Pumphandle
L'attaquant se tient derrière l'adversaire, il le fait pencher en avant, un bras est croisé entre les jambes de l'adversaire puis tenu par l'attaquant tandis que l'autre bras est accroché derrière le bras de l'attaquant.

### Scoop
L'attaquant est devant l'adversaire, il accroche une jambe avec un de ses bras et l'autre du cou de l'adversaire, il soulève son adversaire en le renversant pour qu'il soit à l'envers et le projette vers le bas sur le dos.

### Lethal
L'attaquant est derrière l'adversaire, il lui saisit les deux bras comme dans un Full Nelson mais les retourne en les amenant vers le bas pour soulever son adversaire.

### Straight jacket
L'attaquant est derrière l'adversaire, il saisit le bras droit avec son bras gauche et vice versa comme dans  un camisole de force.

### Tilt-a-whirl
L'attaquant se tient devant l'adversaire, il le fait pencher en avant, enroule le corps avec les bras, le soulève vers le haut et le fait tourner horizontalement souvent pour produire un tilt-a-whirl backbreaker.